# Tracii Guns
‎
Tracy Richard Irving Ulrich (Los Angeles, 20 de janeiro de 1966), mais conhecido como Tracii Guns, é um guitarrista estadunidense que atuou em diversas bandas de rock, sendo a mais conhecida o Guns N' Roses.
Tracii começou a tocar guitarra com seis anos de idade, e rapidamente começou a tocar "Pinball Wizard" do The Who e outras canções. Após ouvir "Whole Lotta Love" do Led Zeppelin naquele mesmo ano, Tracii descobriu que a guitarra era a paixão de sua vida.
Tracii formou sua primeira banda, L.A. Guns, no ginásio, com 17 anos, enquanto seu companheiro de classe Slash estava formando sua primeira banda, Road Crew. Tracii e Slash tiveram uma competição musical muito saudável que começou na 7ª série da Bancroft Jr. High School em Hollywood.
Antes do sucesso que o LA Guns iria ter em 1986 (contrato de gravação com a Polygram), em 1985 Tracii começou a lendária banda Guns N' Roses com Axl Rose, Izzy Stradlin', Duff McKagan e Robbie Gardner como um projeto paralelo. Tracii e Gardner mais tarde deixaram a banda, tendo Tracii sido substituído pelo colega de infância Slash e Robbie por Steven Adler.